# Vychylovské skály
Vychylovské skály (slovensky Vychylovské skálie) jsou přírodní památka v katastrálním území obce Nová Bystrica v okrese Čadca v Žilinském kraji na Slovensku. Území bylo vyhlášeno v roce 1983 a jeho rozloha je 26,72 hektaru. Předmětem ochrany jsou komplex mohutných sesuvů, které vedly k rozpadu pískovcového antiklinálního pásma na pruh skalních bloků, a zachovalá lesní společenstva.